# Stagno di Sa Praia
Lo stagno di Sa Praia è una zona umida situata nel comune di Villaputzu, in prossimità della costa sud-occidentale della Sardegna.

Con la direttiva comunitaria n. 92/43/CEE "Habitat" è riconosciuto come sito di interesse comunitario (SIC ITB040018) e inserito nella rete Natura 2000 con l'intento di tutelarne la biodiversità, attraverso la conservazione dell'habitat, della flora e della fauna selvatica presenti. Condivide la stessa area SIC con la foce del Flumendosa e lo stagno di Foxi de sa Carina.

Lo stagno appartiene al demanio della Regione Sardegna che concede lo sfruttamento professionale delle risorse ittiche; viene esercitata l'attività di pesca a diverse specie tra cui mugilidi, spigole, orate, e anguille.